# Megaselia dimidia
Megaselia dimidia är en tvåvingeart som beskrevs av Schmitz 1926. Megaselia dimidia ingår i släktet Megaselia och familjen puckelflugor. Inga underarter finns listade i Catalogue of Life.